# European Club Association

Logo der ECA

Die European Club Association (ECA) ist eine selbstständige und unabhängige Interessenvertretung der europäischen Fußballvereine. Die Aufgabe der ECA besteht darin, den europäischen Fußball auf Vereinsebene zu schützen und zu fördern. Zu den Zielen dieser Vereinigung zählt ebenfalls die Schaffung eines neuen demokratischeren Managementmodells, um die Schlüsselrolle der Vereine im Fußball hervorzuheben.

## Geschichte
Die anstelle der Gruppe G-14 im Januar 2008 und des UEFA-European Club Forum, das vom Vorsitzenden Karl-Heinz Rummenigge geleitet wurde, gegründete European Club Association wurde offiziell im Gleichschritt mit der Unterzeichnung der Absichtserklärung zwischen der UEFA und ECA am 21. Januar 2008 ins Leben berufen. Bei der ersten Hauptversammlung der ECA, die in den Tagen 7. bis 8. Juli 2008 im Sitz der UEFA im Schweizer Nyon stattfand, wurde Karl-Heinz Rummenigge zum offiziellen ECA-Vorsitzenden ernannt.
Die European Club Association übernahm eine ähnliche organisatorische Struktur und Auswahlverfahren wie jene, auf denen sich das European Club Forum, bestehend aus 102 Mitgliedern, die im Zweijahreszyklus gewählt werden, stützte.
Nachdem Rummenigge bereits im August 2017 bekanntgegeben hatte nicht mehr für die nächste Amtsperiode als Vorsitzender der ECA zu kandidieren, verabschiedete er sich mit 4. September 2017 von der ECA. Das Amt als Vorsitzender übernahm tags darauf der 41-jährige Italiener Andrea Agnelli. Karl-Heinz Rummenigge hingegen wurde zum Ehrenvorsitzenden ernannt.

## Struktur
Nach der Gründung der European Club Association im Januar 2008 wurde vereinbart, dass die ECA und ihre 16 Gründungsmitglieder vom vorläufigen ECA-Vorstand bis zur Einberufung der nächsten Hauptversammlung am Ende der Saison vertreten werden, da erst dann die Wahlen des neuen Vorstands geplant sind. Es wurde beschlossen, dass außer den vier vom Vorstand zum Strategischen Beirat für Berufsfußball der UEFA ernannten Vertretern, der ECA-Vorstand aus elf Mitgliedern bestehen wird. Die Hälfte der Mitglieder der UEFA-Kommission für Vereinswettbewerbe sollte von der European Club Association stammen.
Seit Beginn der Amtszeit 2013 bis 2015 wird die European Club Association von 214 Vereinen vertreten, von denen 105 ordentliche Mitglieder, 109 assoziierte Mitglieder und von denen zumindest ein Verein einer der 53 UEFA-Verbände angehört. Die genaue Anzahl der ordentlichen Mitgliedervereine aus den jeweiligen Verbänden wird alle zwei Jahre gegen Ende der UEFA-Saison auf Grundlage einer Rangliste der UEFA-Fünfjahreswertung nach folgendem Schlüssel ermittelt: 
| Platz in der UEFA-Fünfjahreswertung | Anzahl der Vereine pro Land in der ECA |
| 1–3                                 | 5                                      |
| 4–6                                 | 4                                      |
| 7–15                                | 3                                      |
| 16–28                               | 2                                      |
| 29–53                               | 1                                      |

Die European Club Association setzt sich aus zahlreichen Gremien einschließlich Arbeitsgruppen, Expertenrunden und Ausschüssen zusammen. 
Arbeitsgruppen
Seit der Gründung der ECA galten Arbeitsgruppen als wichtiger Eckpfeiler der Organisationsstruktur dieser Vereinigung. Sie bieten aktive Beratung und Unterstützung für den ECA-Vorstand und die ECA-Vertreter, die an Ausschüssen oder Arbeitsgruppen bei der UEFA, FIFA und auf EU-Ebene teilnehmen. Ihr Beitrag hat für die Organisation eine strategische Bedeutung. Darüber hinaus veranstalten sie Mitgliedertreffen und sind für die Kommunikation innerhalb der gesamten Vereinigung bei der Besprechung wichtigster Fragen, Herausforderungen und Chancen zuständig. Alle Arbeitsgruppen bestehen sowohl aus ordentlichen und assoziierten Mitgliedern aus allen vier Kategorien. Zu den fünf ECA-Arbeitsgruppen gehören: Arbeitsgruppe für Ligaspiele, Arbeitsgruppe für Finanzen, Arbeitsgruppe für Institutionelle Beziehungen, Arbeitsgruppe für Marketing und Kommunikation sowie die Arbeitsgruppe für Jugendliche.
Expertenrunden
Ebenso wie die Arbeitsgruppen unterstützen die ECA-Expertenrunden und Ausschüsse den ECA-Vorstand und bestehen aus spezifischen Experten aus verschiedenen ECA-Mitgliedstaaten. Die Mitglieder jeder Expertenrunde und Ausschusses werden vom ECA-Vorstand ernannt und agieren als Beratungsgremien. Derzeit verfügt die ECA über folgende Expertenrunden und Kommissionen: Expertenrunde für Rechtsberatung, Expertenrunde für Satzungsangelegenheiten, Expertenrunde für finanzbezogenes Fair Play, Ausschuss für Sozialen Dialog und Ausschuss für Frauenfußball.

## Errungenschaften
Gemäß der mit der UEFA im Jahre 2008 unterzeichneten Absichtserklärung wurde die European Club Association als eine unabhängige Organisation anerkannt, die die Interessen der Vereine auf europäischer Bühne vertritt. Im Rahmen dieser Vereinbarung erklärte sich die UEFA damit einverstanden, alle vier Jahre einen Betrag aus den Europameisterschaftseinnahmen den nationalen Verbänden und Vereinen, die am Erfolg der Europameisterschaft mitgewirkt haben, zukommen zu lassen. Der endgültige Betrag für die EM 2008 beträgt 43,5 Mio. Euro (62,8 Mio. USD), wobei ca. 4000 Euro für jeden Tag des am Turnier teilnehmenden Spielers ausgezahlt werden. Geplant ist auch die Festlegung einer Reihe von Zusagen zu Gunsten der Vereine durch die UEFA und FIFA, einschließlich der finanziellen Beiträge für die Spielerteilnahme an Europa- und Weltmeisterschaften, vorbehaltlich der Zustimmung seitens der jeweiligen Gremien.
Am 22. März wurde eine erneute Absichtserklärung für die Jahre 2012–2018 anlässlich des XXXVI. Ordentlichen UEFA-Kongresses von der ECA und UEFA unterzeichnet. Die Absichtserklärung wurde vom ECA-Vorsitzenden Karl-Heinz Rummenigge und dem UEFA-Präsidenten Michel Platini unterzeichnet. Diese Erklärung ebnet den Weg für eine erfolgreiche Zusammenarbeit zwischen den europäischen Clubs und dem europäischen Fußballdachverband, was zu einem verbesserten Gleichgewicht zwischen dem Nationalmannschafts- und Vereinsfußball beitragen soll. Die neue Absichtserklärung ersetzt jene aus dem Jahr 2008 und bleibt bis zum 30. Mai 2018 in Kraft. Die vier zentralen Themen der neuen Vereinbarung gestalten sich wie folgt:
Internationaler Spielkalender
Der internationale Spielkalender, ein zentrales Thema der Gespräche, verpflichtet die Vereine zur obligatorischen Abstellung der Nationalspieler innerhalb der vorgesehenen Fristen. Der internationale Spielkalender für die Jahre 2014–18 basiert auf einem konkreten Vorschlag seitens der ECA und entstand infolge von Bemühungen einer engagierten Arbeitsgruppe aus Vertretern der ECA, EPFL, FIFPro und UEFA. Die Empfehlungen der Arbeitsgruppe, die von der FIFA anerkannt wurden, bieten ein ausgewogeneres System von 9 Doppelspielen innerhalb eines Zeitraums von zwei Jahren ohne einzelne Testspiele und sind sowohl für Vereine, als auch Verbände von Vorteil.
Versicherung der Spielergehälter
Das Vereinsschutzprogramm, das anfänglich auf Kosten der UEFA eingeführt und bei der Europameisterschaft 2012 in Polen und der Ukraine gelten sollte, wurde übernommen und wird seither von der FIFA nach der Freigabe seitens des FIFA-Kongresses in Budapest im Mai 2012 finanziert. Das Programm gilt derzeit für alle Vereine, die die Spieler für Länderspiele im Rahmen des Internationalen Spielkalenders abstellen, einschließlich der FIFA-Verpflichtung zur Versicherung des Fußballturniers bei den Olympischen Spielen. Das Vereinsschutzprogramm sieht eine Entschädigung zu Gunsten der Vereine für den Fall vor, wenn ein Nationalspieler eine Verletzung infolge eines Unfalls erleidet, die seine vorläufige sportliche Aktivität ausschließt. Die Spieler sind maximal für ein Jahr ab dem Tag der Aufschubfrist (=Verletzungstag + 27 Tage) für den Höchstbetrag von 7.500.000 Euro versichert.
Verteilung der EM-Gewinne
Gemäß der Absichtserklärung zwischen der ECA und UEFA aus dem Jahr 2008 erklärte sich das UEFA-Exekutivkomitee, Rückstellungen in Höhe von 43,5 Mio. Euro für die EM 2008 in der Schweiz und Österreich sowie 55 Mio. Euro für die EM 2012 in Polen und der Ukraine zu bilden. Nach der Erneuerung der Absichtserklärung kletterten die Gewinne der die Fußballspieler abstellenden Vereine für die EM 2012 in Polen und der Ukraine auf 100 Mio. Euro. Die Summe soll sogar auf 150 Mio. Euro für die EM 2016 in Frankreich steigen. Angesichts der zunehmend größeren Vorteile für die Vereine haben die UEFA und ECA einen neuen Mechanismus für die Verteilung der Gewinne ausgearbeitet. Sein Hauptziel besteht darin, ein gerechtes und ausgewogenes System zu etablieren sowie höhere Vorteile für alle Vereine im Vergleich zu früheren Turnieren und Berechtigungen für eine größere Anzahl von Vereinen zu gewährleisten, damit diese an den Gewinnen partizipieren können. Bei der EM 2012 in Polen und der Ukraine wurde der Gesamtbetrag von 100 Mio. Euro auf das Finalturnier (60 %) und die Qualifikationsphase (40 %) verteilt. Durch diese neue Verteilung erhielten 578 Vereine eine entsprechende Entschädigung von der UEFA für die Abstellung ihrer Spieler für die Qualifikationsspiele und das Finalturnier. Dies ist ein deutlicher Anstieg im Vergleich zur EM 2008, bei der lediglich 181 Vereine finanziell begünstigt wurden.
Management
Schließlich hat die neue Absichtserklärung auch die Rolle der Vereine im Entscheidungsprozess der UEFA gestärkt. Künftig werden die Stimmen der Vereine berücksichtigt und keine Entscheidung, die sich unmittelbar auf den Vereinsfußball auswirkt, wird ohne eine vorherige Einwilligung der Vereine getroffen werden können. Die ECA-Vertreter werden vom Vorstand des UEFA-Ausschusses für Vereinswettbewerbe und des UEFA-Strategierates für Profifußball ernannt.

## Veröffentlichungen
Community & Social Responsibility Report
Im September 2011 veröffentlichte die European Club Association ihren ersten Community & Social Responsibility Report. Das Ziel dieser Veröffentlichung war es, die gute Arbeit der Fußballvereine im Bereich der Gemeinschaft und sozialer Verantwortung zu präsentieren. Der Bericht ist eine Sammlung von 54 CSR-Projekten der ECA-Mitgliedervereine. All diese Projekte sind ein Indiz dafür, dass der Fußball und Sport im Allgemeinen eine wichtige soziale und erzieherische Rolle ausüben.
ECA-Rechtsbericht
Seit 2011 veröffentlicht die European Club Association einen alljährlichen rechtlichen Bericht, in dem die wichtigsten wiederkehrenden juristischen Probleme der Vereinsvertreter aufgegriffen werden. Diese rechtlichen Berichte sollen den Vereinen eine Unterstützung und Beratung bieten, um die jeweiligen Probleme im Bereich der Entschädigung für Trainingseinheiten, administrative Schwierigkeiten der Vereine und jene bezüglich des Eigentums von Dritten zu bewältigen.
ECA-Bericht über Jugendakademien in Europa
Im September 2012 veröffentlichte die ECA einen Bericht über die Jugendakademien in Europa, der als Bezugspunkt dient und einen vergleichenden Blick auf verschiedene Ansätze und Philosophien von Jugendakademien im gesamten Europa bietet.
ECA-Vereinsmanagement-Handbuch
Das 2015 veröffentlichte Vereinsmanagement-Handbuch (Club Management Guide) soll Wissen über das Vereinsmanagement an die Clubs vermitteln. Es umfasst sportliche, geschäftliche und gesellschaftliche Aktivitäten, die internen und externen Bedingungen der Clubs und Strategieentwicklung. Das Handbuch enthält beschreibenden Abschnitte, Fallbeispiele, Vereinsinterviews und Vereinsbesuche. Es wurden viele Beispiele wirklichkeitsgetreuer Aktivitäten dargestellt, um es den Vereinen zu ermöglichen, voneinander zu lernen.